# Derinkuyu
Derinkuyu é uma cidade e distrito da província de Nevşehir na Turquia. De acordo com o censo de 2000, a população do distrito era de 24 631, dos quais 11 092 vivem na cidade de Derinkuyu. O distrito cobre uma área de 445 km², com uma elevação média de 1 300 m e altitude máxima no Monte Ertaş com 1 988 m.
Localizado na região histórica e turística da Capadócia, Derinkuyu é notável pela sua grande cidade subterrânea, que é a principal atração turística local. Na Capadócia estão localizadas diversas outras cidades subterrâneas, esculpidas de uma única formação geológica e utilizadas extensivamente pelos primeiros cristãos como esconderijos.

## História
As fontes escritas mais antigas sobre cidades subterrâneas são os escritos de Xenofonte. Em sua Anábase ele escreve que as pessoas que viviam na Anatólia escavaram suas casas debaixo da terra, vivendo em acomodações suficientemente grandes para toda a família, animais domésticos e armazenagem de alimentos.
A cidade subterrânea de Derinkuyu fornecia refúgio para os habitantes da região como os cristãos através dos tempos; para os primeiros cristãos e, possivelmente, habitantes anteriores; para os gregos se escondendo dos ataques repentinos da árabes omíadas e dos exércitos abássidas. As cidades possuíam lojas de alimentos, cozinhas, estábulos, igrejas, prensas de vinho e azeite, poços de ventilação, poços de água e uma escola religiosa.
A cidade subterrânea de Derinkuyu possui, pelo menos, oito níveis e profundidade de 85 metros, e poderia ter abrigado milhares de pessoas.